# Sejmik Województwa Podlaskiego
Sejmik Województwa Podlaskiego – organ stanowiący i kontrolny samorządu województwa podlaskiego. Istnieje od 1998 roku. Obecna, VII kadencja Sejmiku, trwa w latach 2024–2029.
Sejmik Województwa Podlaskiego składa się z 30 radnych, wybieranych w województwie podlaskim w wyborach bezpośrednich na kadencje trwające 5 lat (w latach 1998–2018 kadencja trwała 4 lata).
Siedzibą sejmiku województwa jest Białystok.
Przewodniczącym Sejmiku Województwa Podlaskiego jest Cezary Cieślukowski, marszałkiem województwa podlaskiego Łukasz Prokorym.

## Wybory do Sejmiku
Radni do Sejmiku Województwa Podlaskiego są wybierani w wyborach co 5 lat (do 2018 co 4) w czterech okręgach wyborczych, które nie mają swoich oficjalnych nazw. Zasady i tryb przeprowadzenia wyborów określa odrębna ustawa. Skrócenie kadencji sejmiku może nastąpić w drodze referendum wojewódzkiego.
| Okręg | Liczba radnych | Miasta na prawach powiatu | Powiaty                                                        |
| ----- | -------------- | ------------------------- | -------------------------------------------------------------- |
| 1     | 7              | Białystok                 | brak                                                           |
| 2     | 8              | Suwałki                   | augustowski, moniecki, sejneński, sokólski, suwalski           |
| 3     | 6              | Łomża                     | grajewski, kolneński, łomżyński, zambrowski                    |
| 4     | 9              | brak                      | białostocki, bielski, hajnowski, siemiatycki, wysokomazowiecki |

## Organizacja Sejmiku
Sejmik tworzy 30 radnych, wybierających spośród siebie przewodniczącego i 3 wiceprzewodniczących. Radni pracują w tematycznych komisjach stałych i doraźnych. Komisje stałe:
Komisja Edukacji, Kultury, Turystyki i Sportu
Komisja Rewizyjna
Komisja Rodziny i Polityki Społecznej
Komisja Rolnictwa, Obszarów Wiejskich i Ochrony Środowiska
Komisja Rozwoju, Gospodarki, Infrastruktury i Promocji
Komisja Skarbu i Finansów
Komisja Skarg, Wniosków i Petycji
Komisja Statutowo-Regulaminowa
Komisja Zdrowia

## Radni Sejmiku (stany na koniec kadencji)

### I kadencja (1998–2002)
SLD: 13 
     PS: 5 
     UW: 2 
     AWS: 25 
Przewodniczący:
- Edmund Suchodolski

Lista radnych
Wybrani z list Akcji Wyborczej Solidarność:
- Andrzej Józef Chwalibóg (Zjednoczenie Chrześcijańsko-Narodowe), Dariusz Ciszewski (Ruch Społeczny), Marek Domagała, Marek Drożdżewicz, Kazimierz Gwiazdowski (Prawo i Sprawiedliwość), Mirosław Hartung, Marek Kaczyński (ZChN lub Liga Polskich Rodzin), Elżbieta Kaufman-Suszko (PiS), Andrzej Kozikowski, Jerzy Lach (Nasze Podlasie), Marian Łuczaj (ZChN), Józef Mozolewski (RS), Wacław Muszyński, Andrzej Olędzki (PiS), Czesław Oszer (PiS), Marian Przeździecki (ZChN lub PiS), Jacek Sak, Edmund Suchodolski (Nasze Podlasie), Adam Szczepanowski, Aleksander Usakiewicz (ZChN), Marian Waszkiewicz, Tadeusz Waśniewski, Józef Wyszyński, Józef Zajkowski (Stronnictwo Konserwatywno-Ludowe – Ruch Nowej Polski), Sławomir Zgrzywa (RS)

Wybrani z list Sojuszu Lewicy Demokratycznej:
- Rościsław Borowski, Mirosław Czykwin, Piotr Dmitruk, Tadeusz Jagłowski, Antoni Kondrat, Zbigniew Krzywicki, Janusz Kazimierz Krzyżewski, Witaliusz Lewczuk, Jan Netter, Jerzy Panasiuk, Aleksander Sielicki, Zofia Trancygier-Koczuk, Jan Zieniuk

Wybrani z list Przymierza Społecznego (wszyscy Polskie Stronnictwo Ludowe):
- Mieczysław Bagiński, Adam Dobroński, Tomasz Gietek, Antoni Jurski, Szczepan Ołdakowski

Wybrani z list Unii Wolności:
- Cezary Cieślukowski (Platforma Obywatelska), Jerzy Kopania

### II kadencja (2002–2006)
SLD-UP: 9 
     Samoobrona: 5 
     PSL: 3 
     POPiS: 6 
     LPR: 7 
Prezydium
- Przewodniczący: Zbigniew Krzywicki
  - Wiceprzewodniczący: Adam Dobroński
  - Wiceprzewodniczący: Marian Łuczaj
  - Wiceprzewodniczący: Jan Zieniuk

Kluby radnych
- Sojusz Lewicy Demokratycznej – Unia Pracy – 9 radnych (reprezentanci partyjni – jedynie SLD):
  - Jan Kotuk, Jan Kowalski, Zbigniew Krzywicki, Janusz Kazimierz Krzyżewski, Mirosław Łoboda, Jan Netter, Zbigniew Puchalski, Jan Syczewski, Jan Zieniuk
- Liga Polskich Rodzin – 7 radnych:
  - Zenon Dziedzic, Mirosław Heleniak, Krzysztof Kozicki, Grzegorz Kunowski, Zbigniew Puksza, Marek Wasilewski, Piotr Zaręba
- Platforma Obywatelska – 5 radnych:
  - Cezary Cieślukowski, Lech Dzienis, Marian Łuczaj, Jacek Sak, Sławomir Zgrzywa
- Polskie Stronnictwo Ludowe – 5 radnych:
  - Mieczysław Bagiński, Adam Dobroński, Dorota Hołowienko, Jan Kamiński, Krzysztof Tołwiński
- Klub Radnych Niezależnych – 3 radnych (wszyscy Prawo i Sprawiedliwość):
  - Antoni Cichocki, Andrzej Kulesza, Karol Tylenda
- Niezrzeszeni – 1 radna:
  - Elżbieta Kaufman-Suszko (Prawo i Sprawiedliwość)

### III kadencja (2006–2007 – przerwana z powodu niewybrania zarządu województwa)
LiD: 3 
     Samoobrona: 4 
     PSL: 5 
     PO: 7 
     PiS: 11 
Prezydium
- Przewodniczący: Jan Chojnowski
  - Wiceprzewodniczący: Sławomir Gromadzki

Kluby radnych
- Prawo i Sprawiedliwość – 11 radnych:
  - Jan Chojnowski, Leszek Dec, Bogusław Dębski, Marek Komorowski, Mieczysław Kowalewski, Jacek Łapiński, Marek Olbryś, Lech Rutkowski, Krzysztof Tołwiński (Polskie Stronnictwo Ludowe „Piast”), Karol Tylenda, Andrzej Zaman
- Platforma Obywatelska – 7 radnych:
  - Cezary Cieślukowski, Jarosław Dworzański, Zdzisław Jabłoński, Marcin Marcinkiewicz, Andrzej Parafiniuk, Jacek Piorunek, Daria Sapińska
- Polskie Stronnictwo Ludowe – 4 radnych:
  - Mieczysław Bagiński, Adam Dobroński, Mikołaj Janowski, Jan Kamiński
- Samoobrona Rzeczpospolitej Polskiej – 4 radnych:
  - Andrzej Chmielewski, Tomasz Gan, Mikołaj Gawryluk, Sławomir Gromadzki
- Lewica i Demokraci – 3 radnych:
  - Sojusz Lewicy Demokratycznej – Janusz Kazimierz Krzyżewski, Jan Syczewski
  - Jarosław Matwiejuk
- Niezrzeszeni – 1 radny:
  - Jacek Żalek (PO)

### III kadencja (2007–2010)
LiD: 3 
     Samoobrona: 3 
     PSL: 5 
     PO: 7 
     PiS: 12 
Prezydium
- Przewodniczący: Mieczysław Bagiński
  - Wiceprzewodniczący: Jan Chojnowski
  - Wiceprzewodniczący: Bogdan Dyjuk
  - Wiceprzewodniczący: Jan Syczewski

Kluby radnych
- Prawo i Sprawiedliwość – 9 radnych:
  - Irena Berner, Jan Chojnowski, Leszek Dec, Marek Komorowski, Marek Łukaszewicz, Marek Olbryś, Jan Olszewski, Dariusz Piontkowski, Karol Tylenda (Stronnictwo Konserwatywno-Ludowe)
- Platforma Obywatelska – 6 radnych:
  - Jarosław Dworzański, Bogdan Dyjuk, Zdzisław Jabłoński, Wiktor Łaszewicz, Jacek Piorunek, Daria Sapińska
- Polskie Stronnictwo Ludowe – 5 radnych:
  - Mieczysław Bagiński, Mieczysław Baszko, Wojciech Borzuchowski, Mikołaj Janowski, Ignacy Jasionowski
- Prawica Podlasia – 5 radnych:
  - Bogusław Dębski (Prawica Rzeczypospolitej), Sławomir Gromadzki, Jacek Łapiński, Lech Rutkowski, Andrzej Sutkowski
- Lewica i Demokraci – 3 radnych (wszyscy Sojusz Lewicy Demokratycznej):
  - Zbigniew Krzywicki, Janusz Kazimierz Krzyżewski, Jan Syczewski
- Niezrzeszeni – 2 radnych:
  - Andrzej Chmielewski (Samoobrona Rzeczpospolitej Polskiej)
  - Jacek Cylwik (Sojusz Lewicy Demokratycznej)

### IV kadencja (2010–2014)
SLD: 3 
     PSL: 5 
     PO: 11 
     PiS: 11 
Prezydium
- Przewodniczący: Bogdan Dyjuk
  - Wiceprzewodniczący: Jan Chojnowski
  - Wiceprzewodniczący: Marek Masalski
  - Wiceprzewodniczący: Jan Syczewski

Kluby radnych
- Platforma Obywatelska – 11 radnych:
  - Cezary Cieślukowski, Jarosław Dworzański, Maciej Gajewski, Danuta Kaszyńska, Waldemar Kwaterski, Marek Masalski, Maciej Perkowski, Karol Pilecki, Jacek Piorunek, Andrzej Raś, Daria Sapińska
- Prawo i Sprawiedliwość – 11 radnych:
  - Jan Chojnowski, Leszek Dec, Urszula Jabłońska, Elżbieta Kaufman-Suszko, Marek Komorowski, Krzysztof Kondraciuk, Henryk Łukaszewicz, Marek Olbryś, Łukasz Siekierko, Tadeusz Wojtkowski, Ryszard Wolwark
- Polskie Stronnictwo Ludowe – 5 radnych:
  - Mieczysław Bagiński, Mieczysław Baszko, Bogdan Dyjuk, Mikołaj Janowski, Walenty Korycki
- Sojusz Lewicy Demokratycznej – 3 radnych:
  - Robert Łada, Jan Syczewski, Marian Szamatowicz

### V kadencja (2014–2018)
SLD Lewica Razem: 1 
     PO: 8 
     PSL: 9 
     PiS: 12 
Prezydium
- Przewodniczący: Jacek Piorunek
  - Wiceprzewodniczący: Mieczysław Bagiński
  - Wiceprzewodniczący: Cezary Cieślukowski
  - Wiceprzewodniczący: Marek Olbryś

Kluby radnych
- Prawo i Sprawiedliwość – 12 radnych:
  - Marek Citko, Leszek Dec, Bogusław Dębski (Prawica Rzeczypospolitej), Elżbieta Kaufman-Suszko, Marek Komorowski, Krzysztof Krasiński, Henryk Łukaszewicz, Adam Niebrzydowski, Marek Olbryś, Łukasz Siekierko, Karol Tylenda, Justyna Żalek (Porozumienie)
- Polskie Stronnictwo Ludowe – 9 radnych:
  - Mieczysław Bagiński, Cezary Cieślukowski, Bogdan Dyjuk, Mikołaj Janowski, Andrzej Koronkiewicz, Walenty Korycki, Stefan Krajewski, Jerzy Leszczyński, Włodzimierz Szypcio
- Platforma Obywatelska – 7 radnych:
  - Waldemar Kwaterski, Anna Naszkiewicz, Karol Pilecki, Jacek Piorunek, Daria Sapińska, Marian Szamatowicz, Maciej Żywno
- Niezrzeszeni – 2 radnych:
  - Jarosław Dworzański (Koalicja Obywatelska)
  - Włodzimierz Pietroczuk (Sojusz Lewicy Demokratycznej)

### VI kadencja (2018–2024)
KO: 9 
     PSL: 5 
     PiS: 16 
Prezydium
- Przewodniczący: Bogusław Dębski
  - Wiceprzewodniczący: Cezary Cieślukowski
  - Wiceprzewodniczący: Romuald Łanczkowski
  - Wiceprzewodniczący: Łukasz Siekierko

Kluby radnych
- Prawo i Sprawiedliwość – 12 radnych:
  - Wiesława Burnos, Artur Kosicki, Romuald Łanczkowski, Marek Malinowski, Wanda Mieczkowska, Piotr Modzelewski, Marek Olbryś, Adam Sekściński, Łukasz Siekierko, Paweł Wnukowski, Jadwiga Zabielska, Justyna Żalek
- Koalicja Obywatelska – 8 radnych:
  - Platforma Obywatelska – Anna Augustyn, Jarosław Dworzański, Waldemar Kwaterski, Anna Naszkiewicz, Karol Pilecki, Jacek Piorunek
  - Forum Mniejszości Podlasia – Igor Łukaszuk
  - Anna Agnieszka Sitarska
- Polskie Stronnictwo Ludowe – 5 radnych:
  - Cezary Cieślukowski, Bogdan Dyjuk, Wojciech Grochowski, Mikołaj Janowski, Jerzy Leszczyński
- Radni niezrzeszeni – 5 radnych:
  - Porozumienie – Stanisław Derehajło, Grzegorz Kapica
  - Bogusław Dębski (Prawica Rzeczypospolitej)
  - Krzysztof Kondraciuk (KO)
  - Sławomir Nazaruk (Forum Mniejszości Podlasia, PiS)

### VII kadencja (2024–2029)
KO: 8 
     TD: 6 
     PiS: 15 
     KiBS: 1 
Prezydium
- Przewodniczący: Cezary Cieślukowski
  - Wiceprzewodniczący: Jarosław Dworzański
  - Wiceprzewodniczący: Wojciech Grochowski
  - Wiceprzewodniczący: Łukasz Nazarko

Kluby radnych
- Prawo i Sprawiedliwość – 12 radnych:
  - Leszek Dec, Mariusz Gromko, Robert Jabłoński, Artur Kosicki, Bernadeta Krynicka, Tomasz Madras, Wanda Mieczkowska, Marek Olbryś, Adam Sekściński, Łukasz Siekierko, Rafał Supiński, Paweł Wnukowski
- Koalicja Obywatelska – 8 radnych:
  - Platforma Obywatelska – Anna Augustyn, Jarosław Dworzański, Waldemar Kwaterski, Anna Naszkiewicz, Karol Pilecki, Jacek Piorunek, Łukasz Prokorym
  - Forum Mniejszości Podlasia – Igor Łukaszuk
- Polskie Stronnictwo Ludowe – 5 radnych:
  - Cezary Cieślukowski, Bogdan Dyjuk, Wojciech Grochowski, Mikołaj Janowski, Jerzy Leszczyński
- Radni niezrzeszeni – 5 radnych:
  - Wiesława Burnos (niezależna, poprzednio PiS)
  - Stanisław Derehajło (Porozumienie)
  - Bogusław Dębski (Prawica Rzeczypospolitej)
  - Marek Malinowski (niezależny, poprzednio PiS)
  - Łukasz Nazarko (Polska 2050)

## Oficjalne wyniki wyborów do Sejmiku

### 1998[17]
|  | Komitet wyborczy             | Mandaty |
|  | ---------------------------- | ------- |
|  | Akcja Wyborcza Solidarność   | 25      |
|  | Sojusz Lewicy Demokratycznej | 13      |
|  | Przymierze Społeczne         | 5       |
|  | Unia Wolności                | 2       |
|  | Razem                        | 45      |

### 2002[18]
|  | Komitet wyborczy                               | Mandaty |
|  | ---------------------------------------------- | ------- |
|  | Sojusz Lewicy Demokratycznej – Unia Pracy      | 9       |
|  | Liga Polskich Rodzin                           | 7       |
|  | Platforma Obywatelska – Prawo i Sprawiedliwość | 6       |
|  | Samoobrona Rzeczpospolitej Polskiej            | 5       |
|  | Polskie Stronnictwo Ludowe                     | 3       |
|  | Razem                                          | 30      |

### 2006[19]
|  | Komitet wyborczy                    | Mandaty |
|  | ----------------------------------- | ------- |
|  | Prawo i Sprawiedliwość              | 11      |
|  | Platforma Obywatelska               | 7       |
|  | Polskie Stronnictwo Ludowe          | 5       |
|  | Samoobrona Rzeczpospolitej Polskiej | 4       |
|  | Lewica i Demokraci                  | 3       |
|  | Razem                               | 30      |

### 2007[20][21]
|  | Komitet wyborczy                    | Mandaty |
|  | ----------------------------------- | ------- |
|  | Prawo i Sprawiedliwość              | 12      |
|  | Platforma Obywatelska               | 7       |
|  | Polskie Stronnictwo Ludowe          | 5       |
|  | Lewica i Demokraci                  | 3       |
|  | Samoobrona Rzeczpospolitej Polskiej | 3       |
|  | Razem                               | 30      |

### 2010[22]
|  | Komitet wyborczy             | Mandaty |
|  | ---------------------------- | ------- |
|  | Platforma Obywatelska        | 11      |
|  | Prawo i Sprawiedliwość       | 11      |
|  | Polskie Stronnictwo Ludowe   | 5       |
|  | Sojusz Lewicy Demokratycznej | 3       |
|  | Razem                        | 30      |

### 2014[23]
|  | Komitet wyborczy           | Mandaty |
|  | -------------------------- | ------- |
|  | Prawo i Sprawiedliwość     | 12      |
|  | Polskie Stronnictwo Ludowe | 9       |
|  | Platforma Obywatelska      | 8       |
|  | SLD Lewica Razem           | 1       |
|  | Razem                      | 30      |

### 2018[24]
|  | Komitet wyborczy           | Mandaty |
|  | -------------------------- | ------- |
|  | Prawo i Sprawiedliwość     | 16      |
|  | Koalicja Obywatelska       | 9       |
|  | Polskie Stronnictwo Ludowe | 5       |
|  | Razem                      | 30      |

### 2024[25]
|  | Komitet wyborczy                        | Mandaty |
|  | --------------------------------------- | ------- |
|  | Prawo i Sprawiedliwość                  | 15      |
|  | Koalicja Obywatelska                    | 8       |
|  | Trzecia Droga                           | 6       |
|  | Konfederacja i Bezpartyjni Samorządowcy | 1       |
|  | Razem                                   | 30      |